# Liste des rois du Gwynedd

Le royaume de Gwynedd à la fin de son histoire, après le traité d'Aberconwy de 1277.

La liste des rois du Gwynedd réunit les souverains du royaume de Gwynedd, dans le nord-ouest du pays de Galles. Elle débute avec son fondateur légendaire Cunedda, qui aurait vécu entre la fin du IVe siècle et le milieu du Ve siècle, et se poursuit jusqu'à la conquête du pays de Galles par le roi anglais Édouard Ier en 1283.
À l'exception de quelques rois, les souverains du Gwynedd appartiennent à deux grandes dynasties :
- les Maelgyning, descendants de Maelgwn Gwynedd, qui règnent jusqu'en 825[1] ;
- les Merfynion, descendants de Merfyn Frych, qui les remplacent[2].

Au cours du IXe siècle, les Merfynion prennent également le contrôle d'autres royaumes gallois comme le Powys, le Ceredigion et le Dyfed.

## Liste des rois du Gwynedd

### Les Maelgyning
| Nom                                                    | Dates de règne     | Notes |
| ------------------------------------------------------ | ------------------ | --- |
| Cunedda ap Edern Wledig « le Chef »                    | fl. 400 – 450 ?    | - Fondateur légendaire du royaume, la tradition le veut originaire du Manaw Gododdin.                                                                                             |
| Einion ap Cunedda Yrth « l'Impétueux »                 | ?                  | - Septième fils de Cunedda. |
| Cadwallon ap Einion Lawhir « au Bras Long »            | ?                  | - Fils d'Einion Yrth. |
| Maelgwn ap Cadwallon Maelgwn Gwynedd                   | mort en 547/549    | - Fils de Cadwallon Lawhir. - D'après Gildas, il tue son oncle (peut-être Owain Ddantgwyn) pour accéder au pouvoir. - Mort de la peste de Justinien.                              |
| Rhun ap Maelgwn Hir « le Long »                        | fl. 547 – vers 600 | - Fils de Maelgwn Gwynedd. |
| Beli ap Rhun                                           | ?                  | - Fils de Rhun Hir. |
| Iago ap Beli                                           | mort vers 615      | - Fils de Beli ap Rhun. - Mort l'année de la bataille de Chester, mais il n'est pas certain qu'il y ait participé.                                                                |
| Cadfan ab Iago                                         | fl. 616 – 625      | - Fils de Iago ap Beli. |
| Cadwallon ap Cadfan                                    | mort en 634        | - Fils de Cadfan ab Iago. - Tué en affrontant Oswald de Northumbrie à la bataille de Heavenfield.                                                                                 |
| Cadafael ap Cynfeddw Cadomedd « qui fuit la bataille » | fl. 655            | - Absent des listes généalogiques. - Il participe à la campagne de Penda de Mercie contre la Northumbrie en 655, mais déserte avant la bataille de la Winwæd.                     |
| Cadwaladr ap Cadwallon Fendigaid « le Béni »           | mort en 664/682    | - Fils de Cadwallon ap Cadfan. - Mort de la peste en 682 d'après les annales galloises, peut-être une erreur pour l'épidémie de 664.                                              |
| Idwal ap Cadwaladr Iwrch « le Chevreuil »              | ?                  | - Fils de Cadwaladr ap Cadwallon. |
| Rhodri ap Idwal Molwynog « le Chauve et Morne »        | mort en 754        | - Fils d'Idwal Iwrch. |
| Caradog ap Meirion                                     | mort en 798        | - Tué en affrontant les Anglais. |
| Cynan ap Rhodri Dindaethwy                             | 798 ? – 816        | - Fils de Rhodri Molwynog. - À partir de 813, son rival Hywel Fychan, peut-être son frère, lui dispute le trône et finit par l'évincer.                                           |
| Hywel Fychan « le Jeune »                              | 816 – 825          | - D'ascendance incertaine : son père est soit Rhodri Molwynog, soit Caradog ap Meirion. - Il dispute le trône du Gwynedd à Cynan Dindaethwy de 813 à 816 et finit par l'emporter. |

### Les Merfynion

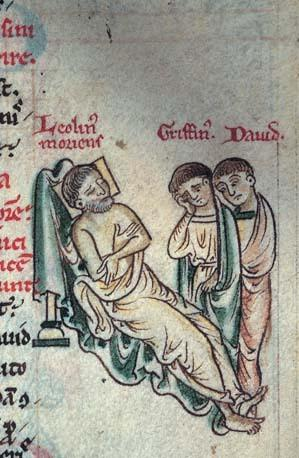
Llywelyn Fawr avec ses fils Gruffydd et Dafydd.

| Nom                                               | Dates de règne    | Notes |
| ------------------------------------------------- | ----------------- | --- |
| Merfyn ap Gwriad Frych « aux Taches de rousseur » | 825 – 844         | - Fils de Gwriad ab Elidir, un individu d'origine incertaine, et d'Esyllt ferch Gynan, la fille de Cynan Dindaethwy. |
| Rhodri ap Merfyn Mawr « le Grand »                | 844 – 878         | - Fils de Merfyn Frych et de Nest ferch Cadell, la fille du roi du Powys Cadell ap Brochfael. - Il prend le contrôle du Powys en 855 et du Ceredigion en 872. - Tué en affrontant les Anglais. |
| Anarawd ap Rhodri                                 | 878 – 916         | - Fils (probablement aîné) de Rhodri Mawr et d'Angharad ferch Meurig. |
| Idwal ab Anarawd Foel « le Chauve »               | 916 – 942         | - Fils d'Anarawd ap Rhodri. - Tué aux côtés de son frère Elisedd en affrontant les Anglais. |
| Hywel ap Cadell Dda « le Bon »                    | 942/943 – 949/950 | - Fils de Cadell ap Rhodri et petit-fils de Rhodri Mawr. - Roi du Deheubarth dès 903 ou 904, il prend le contrôle du Gwynedd au détriment des fils d'Idwal Foel. |
| Iago ab Idwal Foel                                | 950 – vers 979    | - Fils d'Idwal Foel. - Il règne conjointement avec son frère Ieuaf ab Idwal, qu'il fait peut-être tuer, puis avec son neveu Hywel ab Ieuaf, qui finit par le supplanter. |
| Ieuaf ab Idwal Foel                               | 950 – 969 ?       | - Fils d'Idwal Foel. - Il règne conjointement avec son frère Iago ab Idwal, qui le fait peut-être tuer en 969. |
| Hywel ab Ieuaf                                    | vers 969 ? – 985  | - Fils de Ieuaf ab Idwal. - Il règne conjointement avec son oncle Iago ab Idwal et finit par le supplanter. - Tué en affrontant les Anglais. |
| Cadwallon ab Ieuaf                                | 985 – 986         | - Fils de Ieuaf ab Idwal. - Il élimine son cousin Ionafal ap Meurig pour s'emparer du pouvoir, mais il est rapidement éliminé à son tour par Maredudd ab Owain. |
| Maredudd ab Owain                                 | 986 – 999         | - Fils du roi du Deheubarth Owain ap Hywel Dda et petit-fils de Hywel Dda. - Roi du Deheubarth dès 950, il prend le contrôle du Gwynedd en éliminant son cousin Cadwallon ab Ieuaf. |
| Cynan ap Hywel                                    | 1000 – 1003       | - Fils de Hywel ab Ieuaf. |
| Aeddan ap Blegywryd                               | mort en 1017/1018 | - D'ascendance inconnue. - Tué par Llywelyn ap Seisyll, qui s'empare du trône. |
| Llywelyn ap Seisyll                               | 1017/1018 – 1023  | - D'ascendance inconnue, il épouse Angharad, la fille de Maredudd ab Owain. - Il règne également sur le Powys et le Deheubarth. |
| Iago ab Idwal ap Meurig                           | 1023 – 1039       | - Fils d'Idwal ap Meurig et arrière-petit-fils d'Idwal Foel. - Selon Thomas Charles-Edwards, il ne serait devenu roi qu'après la mort de Cynan ap Seisyll, le frère de Llywelyn, en 1033. |
| Gruffydd ap Llywelyn                              | 1039 – 1063       | - Fils de Llywelyn ap Seisyll et d'Angharad ferch Maredudd, petit-fils par sa mère du roi du Deheubarth Maredudd ab Owain. - Il est également roi du Powys et conquiert en 1055 le Deheubarth et le Morgannwg après sa victoire sur Gruffydd ap Rhydderch. - Assassiné par ses compatriotes durant une invasion anglaise.                                     |
| Bleddyn ap Cynfyn                                 | 1063 – 1075       | - Fils de Cynfyn ap Gwerstan et d'Angharad ferch Maredudd, petit-fils par sa mère du roi du Deheubarth Maredudd ab Owain. - Il est également roi du Powys. - Tué par le roi du Deheubarth Rhys ab Owain. |
| Rhiwallon ap Cynfyn                               | 1063 – 1069       | - Fils de Cynfyn ap Gwerstan et d'Angharad ferch Maredudd. - Il règne conjointement avec son frère Bleddyn sur le Gwynedd et le Powys. - Tué en affrontant les fils de Gruffydd ap Llywelyn à la bataille de Mechain (en). |
| Trahaearn ap Caradog                              | 1075 – 1081       | - Fils de Caradog ap Gwyn, seigneur de la petite région d'Arwystli (en). - Cousin de Bleddyn ap Cynfyn, il prend le pouvoir au détriment de ses jeunes fils. - Tué en affrontant Gruffydd ap Cynan à la bataille de Mynydd Carn (en). |
| Gruffydd ap Cynan                                 | 1081 – 1137       | - Fils de Cynan ap Iago et Ragnhildr, petit-fils par son père de Iago ab Idwal ap Meurig et par sa mère du roi de Dublin Amlaíb mac Sitriuc. - Né en Irlande, il conquiert le Gwynedd en 1081, mais il est rapidement fait prisonnier par les Anglo-Normands. - De nouveau libre dans les années 1090, il reprend progressivement le contrôle de son royaume. |
| Owain ap Gruffydd Owain Gwynedd                   | 1137 – 1170       | - Surnommé Owain Gwynedd pour le distinguer de son contemporain Owain Cyfeiliog. - Fils de Gruffydd ap Cynan et d'Angharad ferch Owain. - Après sa mort, sa succession est disputée entre ses nombreux fils. |
| Hywel ab Owain Gwynedd                            | 1170              | - Fils d'Owain Gwynedd et de l'Irlandaise Pyfog. - Il est rapidement évincé par ses demi-frères et trouve la mort en tentant de reprendre le pouvoir. |
| Maelgwn ab Owain Gwynedd                          | 1170 – 1173       | - Fils d'Owain Gwynedd et de Gwladys ferch Llywarch. - Il règne sur Anglesey jusqu'à ce que son demi-frère Dafydd le supplante. |
| Dafydd ab Owain Gwynedd                           | 1170 – 1195       | - Fils d'Owain Gwynedd et de Cristin ferch Goronwy. - Il élimine plusieurs autres fils d'Owain pour consolider son pouvoir, mais perd en 1175 la moitié occidentale du royaume au profit de son frère Rhodri. - Vaincu par son neveu Llywelyn ab Iorwerth à la bataille d'Aberconwy (en), il meurt en exil en Angleterre en 1203.                             |
| Rhodri ab Owain Gwynedd                           | 1175 – 1195       | - Fils d'Owain Gwynedd et de Cristin ferch Goronwy. - Il prend le contrôle de la moitié occidentale du royaume au détriment de son frère Dafydd. - Chassé d'Anglesey par ses neveux Gruffydd et Maredudd, il ne parvient pas à s'y rétablir et meurt peu après.                                                                                               |
| Llywelyn ab Iorwerth Fawr « le Grand »            | 1195 – 1240       | - Fils de Iorwerth Drwyndwn (en) et de Marared ferch Madog, petit-fils par son père d'Owain Gwynedd. - Mort le 11 avril 1240. |
| Dafydd ap Llywelyn                                | 1240 – 1246       | - Fils de Llywelyn Fawr et de Jeanne d'Angleterre. - Il est le premier à prendre le titre de prince de Galles. - Mort le 25 février 1246. |
| Llywelyn ap Gruffydd Ein Llyw Olaf « le Dernier » | 1246 – 1282       | - Deuxième fils de Gruffydd ap Llywelyn Fawr et de Senana ferch Caradog (en), petit-fils par son père de Llywelyn Fawr. - Il est tué en affrontant les Anglais à la bataille d'Orewin Bridge le 11 décembre 1282. |
| Dafydd ap Gruffudd                                | 1282 – 1283       | - Troisième fils de Gruffydd ap Llywelyn Fawr et de Senana ferch Caradog (en). - Il est vaincu par les Anglais et exécuté le 3 octobre 1283 à Shrewsbury. |

## Arbres généalogiques simplifiés

### Les Maelgyning
- Maelgwn Gwynedd
  -  Rhun Hir
    -  Beli
      -  Iago
        -  Cadfan
          -  Cadwallon
            -  Cadwaladr Fendigaid
              -  Idwal Iwrch
                -  Rhodri Molwynog
                  -  Cynan Dindaethwy
                    - Ethyllt ép. Gwriad ap Elidyr
                      -  Merfyn Frych
                        - Merfynion

                  - ?  Hywel Fychan

### Les Merfynion
- Merfyn Frych
  -  Rhodri Mawr
    -  Anarawd ap Rhodri
      -  Idwal Foel
        -  Iago ab Idwal
        -  Ieuaf ab Idwal
          -  Hywel ab Ieuaf
            -  Cynan ap Hywel

          -  Cadwallon ab Ieuaf

        - Meurig ab Idwal
          - Idwal ap Meurig
            -  Iago ab Idwal ap Meurig
              - Cynan ab Iago
                -  Gruffydd ap Cynan
                  -  Owain Gwynedd
                    -  Hywel ab Owain
                    -  Dafydd ab Owain
                    -  Rhodri ab Owain
                    - Iorwerth Drwyndwn (en)
                      -  Llywelyn Fawr
                        -  Dafydd ap Llywelyn
                        - Gruffydd ap Llywelyn
                          -  Llywelyn Ein Llyw Olaf
                          -  Dafydd ap Gruffudd

    - Cadell ap Rhodri
      -  Hywel Dda
        - Owain ap Hywel
          -  Maredudd ab Owain
            - Angharad ép.  Llywelyn ap Seisyll puis Cynfyn ap Gwerstan
              -  Gruffydd ap Llywelyn
              -  Bleddyn ap Cynfyn
              -  Rhiwallon ap Cynfyn